# ابزار و تجهیزات اپتیکی

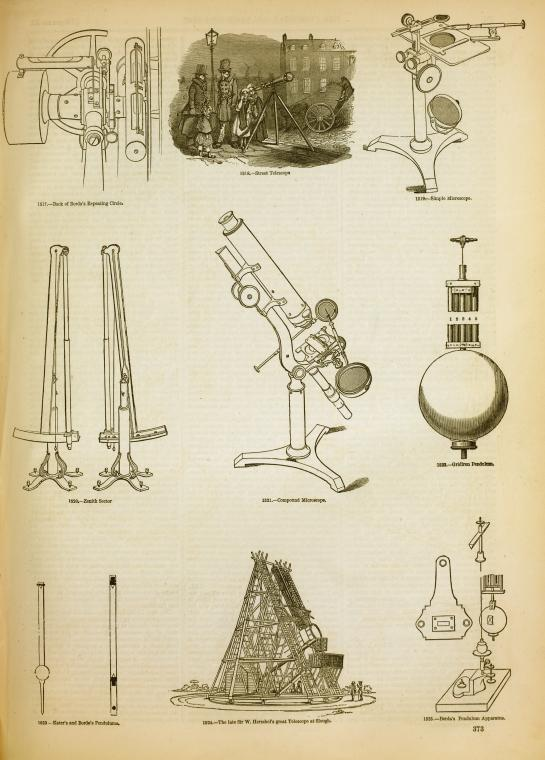
نمایش برخی از ابزارهای پردازش نوری موجود برای کارهای آزمایشگاهی در انگلستان در سال ۱۸۵۸

ابزار و تجهیزات اپتیکی (انگلیسی: Optical instrument) یا نوری (یا به‌طور خلاصه وسیله "نوری") (انگلیسی: Optical instrument)، وسیله‌ای است که امواج نور (یا فوتونها) را پردازش می‌کند. این پردازش یا به منظور افزایش غنای تصویر برای مشاهده است، یا برای تجزیه و تحلیل و تعیین ویژگی‌های نهادین آنها انجام می‌شود. نمونه‌های متداول شامل پریسکوپ، میکروسکوپ، تلسکوپ و دوربین است.

## بهبود تصویر
نخستین ابزارهای نوری یکی تلسکوپ بود که برای بزرگ‌نمایی تصویرهایی که از فاصلهٔ دور گرفته شده بود استفاده می‌شد و دیگری میکروسکوپ بود که برای بزرگ‌نمایی ذرات بسیار ریز استفاده می‌شد. از زمان گالیله و آنتونی فان لیوونهوک، این ابزارها تا حد زیادی بهبود یافته‌اند و به بخش‌های دیگر طیف الکترومغناطیسی گسترش یافته‌اند. دستگاه دوربین دوچشمی ابزاری تا اندازه‌ای فشرده‌است که برای استفاده از هر دو چشم طراحی‌شده و برای استفادهٔ سیار است. یک دوربین خود می‌تواند گونه‌ای ابزار نوری در نظر گرفته شود، دوربین سوراخ‌سوزنی و تاریکخانه‌ای، نمونه‌های بسیار ساده‌ای از این ابزارها هستند.

## تحلیل
گروه دیگر «ابزار اپتیکی» هستند که برای تجزیه و تحلیل ویژگی‌های نور یا مواد نوری مورد استفاده قرار می‌گیرند. آن‌ها شامل ابزارهای زیر هستند:
- تداخل‌سنج برای اندازه‌گیری ویژگی‌های تداخل امواج نور
- نورسنج برای اندازه‌گیری شدت نور
- قطبش‌سنج برای اندازه‌گیری پراکندگی یا چرخش نور پلاریزه شده
- طیف‌سنجی نوری برای اندازه‌گیری بازتابی یک سطح یا جسم
- شکست‌سنج رای اندازه‌گیری ضریب شکست مواد مختلف، ابداع توسط ارنست آبه
- طیف‌سنج ی مونوکلماتور برای تولید یا اندازه‌گیری بخشی از طیف نوری برای تحلیل
- اتوکلیماتور کاربرد آن برای اندازه‌گیری انحراف‌های زاویه‌ای به کار می‌رود.
- لنزمتر که برای تعیین قدرت شکست عدسی مانند عینک، لنز تماس و لنز پرایم به کار می‌رود.

ترتیب سنج دی‌ان‌ای٬ توالی دهنده‌های DNA را می‌توان ابزار نوری دانست زیرا آنها رنگ و شدت نوری را که توسط فلوروکروم متصل به یک نوکلئوتید خاص از یک رشته DNA متصل می‌شود، تجزیه و تحلیل می‌کنند.